# Куриный мулл
Куриный мулл (англ. Chicken mull) — традиционное блюдо Северной Каролины, северной части штата Южная Каролина и Джорджии. Это густой суп или стью с маленькими кусочками курицы в насыщенном бульоне на основе сливок или молока, и сливочного масла, приправленном солью, перцем и другими специями. Традиционно стью подают поздней осенью и зимой. В северной Джорджии эту часть года часто называют «сезоном мулла».

## Этимология
Куриный мулл принадлежит к длинному ряду тушёных блюд на юге США, которые готовились на открытом воздухе в больших железных кастрюлях на открытом огне — рагу по-браунсвикски, бургу, хаш, а также рокфиш-мулл на побережье Северной Каролины.
Раньше chicken mull также назывался chicken muddle. Это название произошло, вероятно от рыбного блюда rock-fish muddle. К началу XX века термин «muddle» («месиво», «мешанина», «крошево») превратился в «mull» во многих местах приготовления стью.

## Приготовление
Рецепты куриного мулла немного отличаются у разных кулинаров, но обычно его готовят, сначала отваривая целую курицу и получая бульон. Затем курицу вынимают из кастрюли, а мясо снимают с костей или отрезают ножом. Также удаляются кожа, кости и жир. Иногда вместо целой курицы используют куриные грудки без кожи и костей. Бульон загущают молоком или сливками (иногда добавляют сгущенное молоко). Также можно раскрошить несколько кусочков солёных крекеров в бульон, это распространенный метод загущения мулла. Куриное мясо обычно измельчают на мясорубке или режут ножом на небольшие кусочки. Затем курицу снова добавляют в жидкость вместе с солью, перцем и маслом или маргарином. В соответствии с местной традицией в стью могут быть добавлены различные другие ингредиенты (например, нарезанный кубиками картофель или лук); часто добавляют разное количество острого соуса.
Ранее использовали мясо кролика, черепах, добавляли мясо дичи, например, белок, которые придавали блюду особые нотки. Цвет стью варьируется от белого до бледно-желтого, в зависимости от количества используемого масла или маргарина. Он может быть разной консистенции, от очень жидкого и похожего на суп, до густого и кремового. Обычно подают с солёными крекерами, либо раскрошенными в миске. Другие, почти идентичные варианты «мулла» могут быть приготовлены из сома, устриц или консервированного лосося вместо курицы.

## Культурные традиции
Из-за низкой стоимости приготовления и репутации местной комфортной еды, куриный мулл часто подают на больших общественных мероприятиях, таких как церковные собрания, семейные встречи и сбор благотворительных средств.
На таких собраниях принято готовить мул в большой чугунной кастрюле или из нержавеющей стали, часто на открытом воздухе на костре. Мулл иногда дополняют капустный салат, рис или поджаренные сырные сэндвичи.
В Северной Каролине и Джорджии так называемые «куриные муллы» или «куриные стью» — это общественные мероприятия, обычно проводимые в холодное время года, с сентября по декабрь.